# Marphysa fauchaldi
Marphysa fauchaldi är en ringmaskart som beskrevs av Glasby och Anne D. Hutchings 20. Marphysa fauchaldi ingår i släktet Marphysa och familjen Eunicidae. Inga underarter finns listade i Catalogue of Life.